# Spirorbis cuneatus
Spirorbis cuneatus är en ringmaskart som beskrevs av Gee 1964. Spirorbis cuneatus ingår i släktet Spirorbis och familjen Serpulidae. Arten har ej påträffats i Sverige. Inga underarter finns listade i Catalogue of Life.